# Fujianvenator
 (mars 2024).
Fujianvenator prodigiosus
Genre
Espèce
Fujianvenator (qui signifie « chasseur du Fujian » du nom de la province chinoise du Fujian où il a été découvert) est un genre fossile de petits dinosaures théropodes de la famille des Anchiornithidae qui a vécu dans ce qui est aujourd'hui la Chine au Jurassique supérieur il y a 150 millions d'années. Découvert dans la formation de Nanyuan, le genre n'est représenté que pour l'espèce Fujianvenator prodigiosus connue par un fossile partiellement articulé.

## Découverte
Fujianvenator a été découvert lors d'expéditions en octobre et novembre 2022 dans la formation de Nanyuan près du village de Yangyuan dans le comté de Xian de Zhenghe province du Fujian, en Chine. Le spécimen est constitué d'un squelette partiellement articulé conservé sur une dalle et une contre-dalle. Il manque au spécimen fossile le crâne, le cou et le bout de la queue. En 2023, Xu et al. décrivent Fujianvenator prodigiosus comme un nouveau genre et une nouvelle espèce de théropode anchiornithidé sur la base de ces restes fossiles. Le nom générique « Fujianvenator » combine une référence à la province du Fujian, où l'holotype a été découvert, avec le mot latin « venator », signifiant « chasseur ». Le nom spécifique, « prodigiosus », est dérivé d'un mot latin signifiant « bizarre ».

## Description

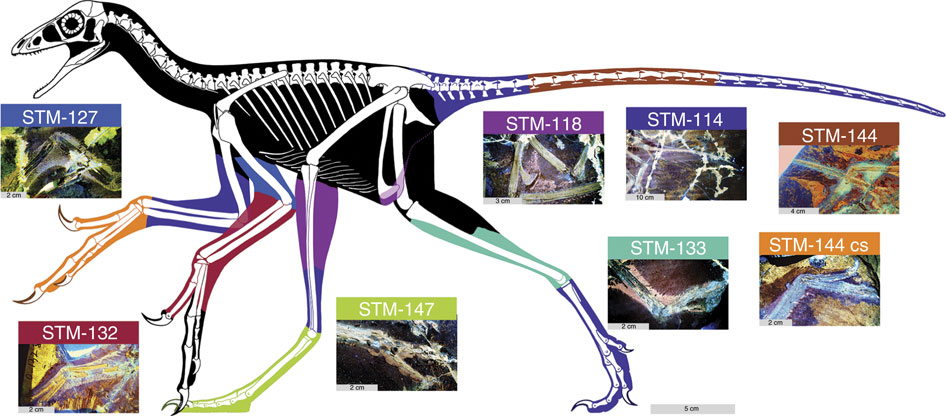
Reconstitution du squelette.

Fujianvenator pesait environ 640 g, soit d'une taille similaire à celle d'un faisan actuel comme l'Eulophe koklass. Comme le tibiotarse et les métacarpiens ne sont pas fusionnés, Xu et son équipe supposent que l'individu holotype n'avait pas atteint sa complète maturité au moment de sa mort. Toutefois, le sternum ossifié, l'astragale et le calcanéum fusionnés et les sutures fermées des vertèbres dorsales indiquent que l'animal était probablement un subadulte.

### Publication originale
- [2023] (en) Liming Xu, Min Wang, Runsheng Chen et Liping Dong, « A new avialan theropod from an emerging Jurassic terrestrial fauna », Nature, vol. 621, no 7978,‎ septembre 2023, p. 336–343 (ISSN 1476-4687, DOI 10.1038/s41586-023-06513-7, lire en ligne, consulté le 28 mars 2024).